# Coniothecium silaceum
Coniothecium silaceum är en svampart som först beskrevs av Fée, och fick sitt nu gällande namn av Keissl. 1930. Coniothecium silaceum ingår i släktet Coniothecium, divisionen sporsäcksvampar och riket svampar.   Inga underarter finns listade i Catalogue of Life.